# Hans Joachim Störig
Hans Joachim Störig (Quenstedt, 25 juli 1915 - 10 september 2012) was een Duitse schrijver van non-fictie. 
Störig studeerde geschiedenis, filosofie, sociologie en rechten in Freiburg im Breisgau, Keulen, Koningsbergen, Bazel, Hamburg en Berlijn en promoveerde in filosofie en rechten. Een academische carrière was voor hem om politieke redenen niet weggelegd in het Derde Rijk. Na 1945 was hij als uitgever, auteur en vertaler actief. Hij onderwees aan de Universiteit van München. 
Zijn veruit succesvolste boek werd het in 1950 verschenen Kleine Weltgeschichte der Philosophie, dat in de loop der jaren een oplage van meer dan 600.000 behaalde. Het werk werd herhaaldelijk gereviseerd en uitgebreid (als laatste in 1999) en werd in zes talen vertaald, waaronder het Nederlands. Störig bleek in staat de belangrijkste filosofische ideeën en stromingen, vanaf de pre-Socratische Griekse filosofen tot en met de actuele stromingen van de 20e eeuw, voor de geïnteresseerde leek toegankelijk te maken. Dat kan ook over Störigs tweede grote historische werk, Kleine Weltgeschichte der Wissenschaft, gezegd worden, voor het eerst verschenen in 1953. Hierin nam Störig de moedige taak op zich om de gehele geschiedenis van de wetenschap, van de Egyptenaren tot Freud en Einstein, in 800 bladzijden te beschrijven. 
Een derde veelgelezen standaardwerk schiep Störig met Knaurs moderne astronomie (1972), dat in 1992 grondig bewerkt werd. Als gepassioneerd amateurastronoom wist Störig ook hier complexe samenhangen begrijpelijk uit te leggen. Hans Joachim Störig woonde op het einde van zijn leven in München.